# Karl Freytag (Lehrer)
Karl Freytag (* 1. Juni 1866 in Marktsteft; † 21. April 1945 in Landshut) war ein Lehrer, Schulleiter, Kunsterzieher, Künstler und Organisator kultur- und volkswirtschaftlicher Verbände. Er war ehrenamtlich unter anderem im sozialen und kulturellen Bereich sowie für den Kleingartenanlagenbau in München und Süddeutschland tätig.

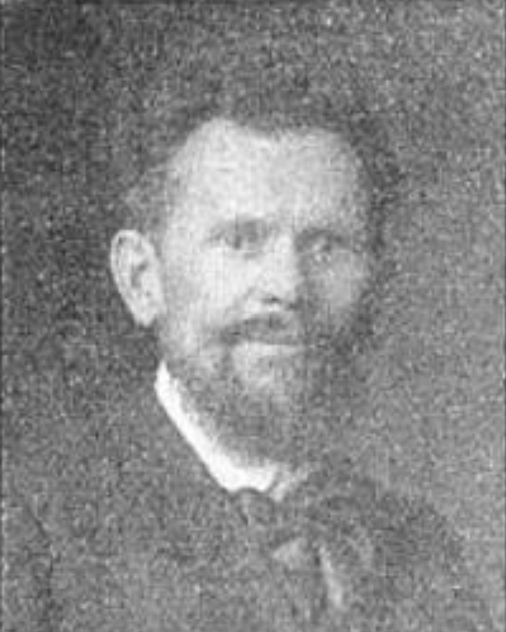
Karl Freytag, 1915

Da Freytag außerdem seit 1933 ein überzeugter Nationalsozialist und NS-Funktionär war, bleibt von ihm ein zwiespältiges Bild zurück. Die Schule, die er als Lehrer und Schulleiter stark geprägt hatte, sollte nach seinem Tod 1945 nach ihm benannt werden. Diese Entscheidung wurde aber wegen seiner NS-Vergangenheit widerrufen. Eine 1932 nach Karl Freytag umbenannte Straße im Münchner Stadtbezirk Schwabing-Freimann wurde 1947 erneut umbenannt.

## Biografie

### Jugend und Ausbildung
Karl Freytag wuchs als Sohn eines unterfränkischen Weinhändlers und Schaumweinfabrikanten auf, Konrad Friedrich Freytag, Gesellschafter der Firma Fr. Freytag & Co. in Marktsteft. Mütterlicherseits war er ein Urururgroßneffe von Johann Sebastian Bach. Von seinem 13. bis 16. Lebensjahr besuchte er eine Präparandenschule. Er war sowohl in der Schule als auch im anschließenden Lehrerseminar in Würzburg der jeweils Klassenbeste.

### Lehrer und Schulleiter
1884 wurde Freytag mit 18 Jahren Schulverweser in Kitzingen. Nachdem er die Anstellungsprüfung als Lehrer erneut als Bester von 82 Prüflingen mit der Note 1 abgeschlossen hatte, stellte er einen Antrag auf eine Verwendung in München. So kam er 1889 als Hilfslehrer, später als Lehrer, an die III. protestantische Münchner Schule an der Luisenstraße. Sein ganzes weiteres Berufsleben wirkte er in München.
Nach der Luisenschule unterrichtete Freytag an der Bäckerfachschule. 1902 richtete er im Auftrag Georg Kerschensteiners die Berufsfortbildungsschule für Stuckateure und Bildhauer ein, die er bis 1907 leitete. Ab 1907 war er Oberlehrer (Rektor, Schulleiter) der evangelischen Abteilung in der Hirschbergschule in Neuhausen, einer Knabenschule.

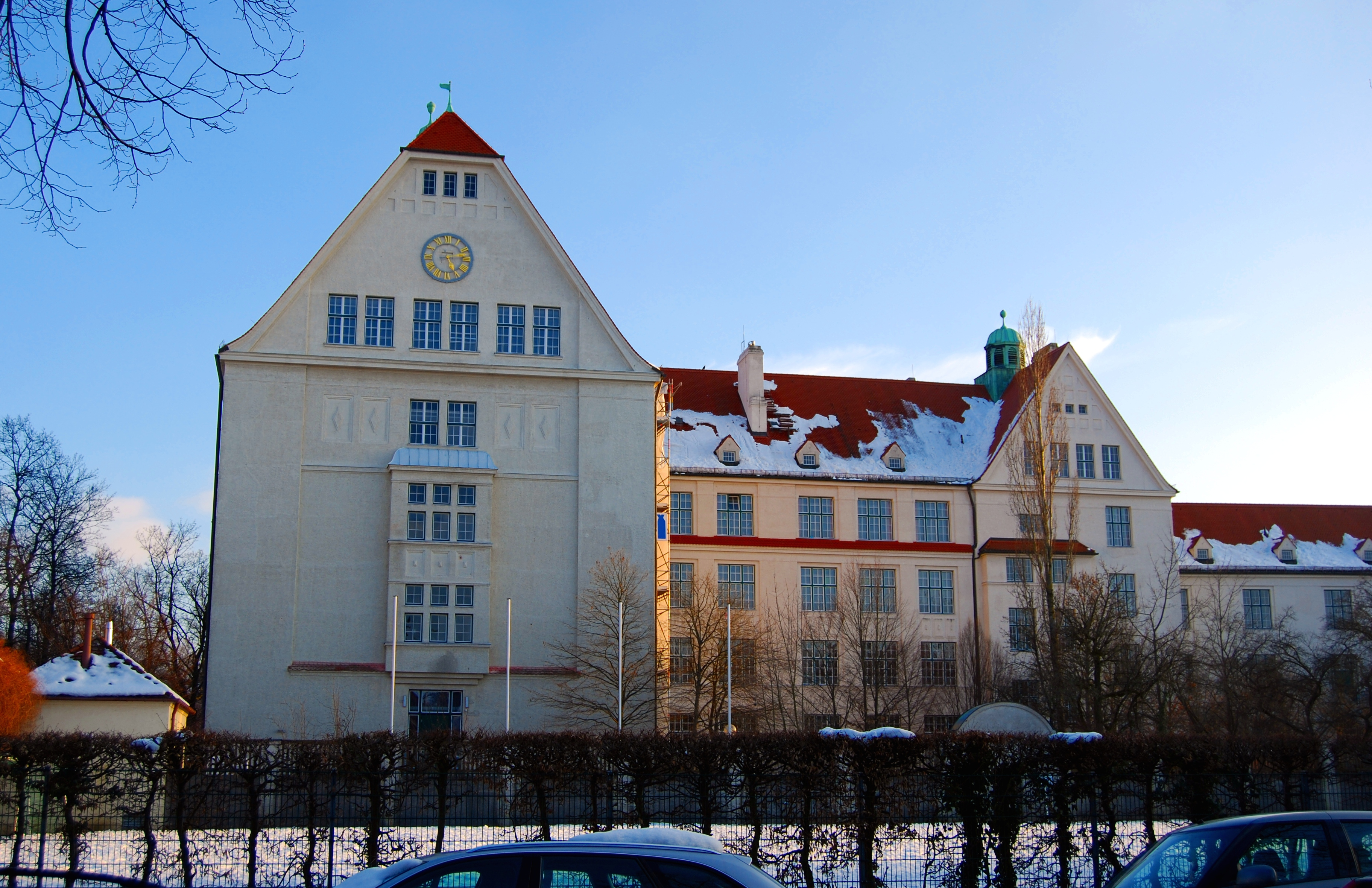
Die Winthirschule, Ansicht von Norden

Ab 1912 war er Oberlehrer an der neu erbauten Neuhausener Winthirschule, einer Volksschule, an deren Erbauung er auch mitgewirkt hatte. Unter seiner Leitung wurde die Winthirschule in den folgenden 20 Jahren zu einer in ganz Deutschland bekannten Vorzeigeschule.
An der Städtischen Gewerbeschule erteilte Freytag in den Wintermonaten Unterricht in Wechsellehre, Buchführung, Kalkulation und kaufmännischer Gesetzeskunde. Im Münchener Lehrerverein ordnete er das Archiv und schuf damit die Grundlage der Süddeutschen Lehrerbibliothek. Außerdem arbeitete er in der amtlichen Lehrbuchkommission mit. Im Münchner Schulleiterverein sowie im Zweckverband bayerischer Schulleiter war Freytag lange Jahre Vorsitzender.
Im April 1932 wurde Freytag nach insgesamt 48 Berufsjahren pensioniert.

### Gesellschaftliches Engagement
Karl Freytag war weit über sein Berufsleben hinaus sozial und kulturell engagiert und wurde als „beispielgebender tätiger Idealist“ charakterisiert. Er war Gründer mehrerer Vereine, erster Vorsitzender in zehn Vereinen und Vorstandsmitglied in acht weiteren.

#### Kunst und Kultur

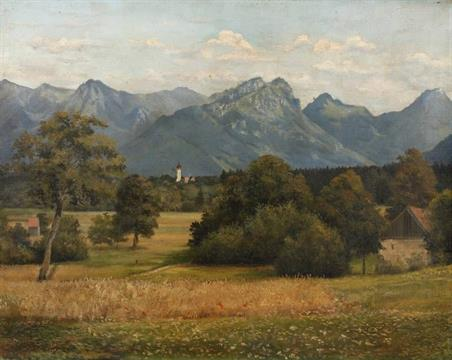
Wiechs mit den Heubergen bei Aibling, Ölgemälde von Karl Freytag, 1903

Freytag hatte eine „starke Neigung für die Kunst und die Musik“, wobei er seine malerische Ausdrucksfähigkeit auf sein väterliches Erbe und seine musikalische Begabung auf seine mütterlichen Vorfahren zurückführte.
Auf eine Anregung von Franz von Lenbach, der Freytags künstlerische Begabung entdeckte, ließ er sich bei verschiedenen Münchener Künstlern im Zeichnen und Malen ausbilden. Freytag war Schüler von Josef Haunstetter, Georg Mühlberg, Hugo Kotschenreiter, Julius Widnmann und Eugen Schoch. Er malte zeitlebens, oft auf Reisen durch Bayern und außerhalb, auch im Ausland. Insgesamt hinterließ Freytag mehr als 2.800 Ölgemälde, vorwiegend Landschaftsbilder und Stadtansichten. Seine Werke wurden von einem Zeitungsredakteur der „gediegenen alten Münchner Landschaftsmalerei“ zugerechnet und als „meist recht farbenfroh“ und auf „intime Stimmungen ausgehend“ charakterisiert.
Freytag wählte als Maler mit dem Blick des Lehrers die Motive und die fast fotografisch genaue Art seiner Ausführung so, dass sich seine Bilder auch für Lehrzwecke gut eigneten. Mehr als 200, später 300 seiner Gemälde wurden „im Sinne der Jugend- und Volkserziehung“, da „ein edler Mensch nur in schönen Räumen heranwachsen kann“ (wie Freytag Comenius zitierte), in der Winthirschule aufgehängt. Wegen dieses ungewöhnlichen Bilderreichtums bekam die Schule bei den Münchnern den Spitznamen „Neuhauser Pinakothek“ bzw. „Pinakothek von Neuhausen“. Sie diente auch anderen Münchner Schulen als Vorbild: 1930 waren bereits zwei weitere Schulen, die Pestalozzi-Schule und die neue Schule in Berg am Laim, auf die gleiche Weise „belehrend ausgeschmückt“ worden.
Freytag veranstaltete Kurse im Zeichnen und Malen, wurde zu einem Pionier auf dem Gebiet des Zeichenunterrichts in der Volksschule und deshalb 1908 als Vertreter zum Internationalen Zeichenkongress nach London entsandt.
In dem 1906 von Georg Kerschensteiner gegründeten Bayerischen Volksbildungsverband war Freytag Leiter der Abteilung für Bildende Künste. Er gründete auch  den „Lehrerbund für Kunsterziehung“ und war dessen erster Vorstand. Ab dem Jahr 1910 führte Freytag in dieser Funktion öffentliche Führungen in Münchens Galerien, Sammlungen, Museen, Ateliers und Werkstätten sowie auch in anderen Städten durch. Er führte darüber eine genaue Statistik. Bis zum Ende seines Lebens waren es 2.244 Führungen mit 80.625 Teilnehmern.
1922 rief Freytag den Verein „Deutsche Kultur München-Nordwest“ ins Leben. In dessen Rahmen organisierte er ehrenamtlich für die Bevölkerung der nordwestlichen Münchner Stadtteile (Neuhausen, Nymphenburg und Gern) 374 Veranstaltungen wie Konzerte, Vortragsabende mit Lichtbildern, literarische Abende, Theateraufführungen und Sammelausstellungen von Gemälden Münchner Maler. Die Kulturveranstaltungen fanden unter anderem in der Winthirschule und im Dom-Pedro-Saal statt und ermöglichten insbesondere auch noch wenig bekannten Künstlern, sich vor dem Münchner Publikum zu präsentieren.

#### Kriegshilfe, Kleingarten- und Heimstättenbewegung
Beim Ausbruch des Ersten Weltkriegs 1914 gründete Freytag den Verein „Private Kriegshilfe München-Nordwest e. V.“, der in der Zeit der Nahrungsknappheit täglich 500 Kinder verköstigte und insgesamt mehr als 4.000 Familien unterstützte. Zur Finanzierung dieses Wohlfahrtsvereins rief er einen Kriegskartenverlag ins Leben, der 18 Millionen Kriegspostkarten verkaufte und dabei 720.000 Mark Gewinn erwirtschaftete. Einige dieser Kriegspostkarten haben als Bildmotive Zeichnungen seines Sohnes, des Kriegsfreiwilligen Karl Freytag junior.
Als weitere Maßnahme gegen die Nahrungsknappheit unterstützte der Kriegshilfeverein die Anlage von Kleingärten, sogenannten „Kriegsgärten“. Für diese wurde Anbauland unentgeltlich oder günstig organisiert und in Parzellen unterteilt, die verpachtet wurden. Wasserleitungen wurden gelegt, Zäune errichtet und Saatgut besorgt. Es gab dort außerdem Zuchtanlagen für kleinere Nutztiere wie Kaninchen, Hühner, Gänse, Enten und Ziegen.
Freytag trieb den Kleingartenbau mit Energie und Organisationstalent voran und stand für fast zwei Jahrzehnte an der Spitze der Münchner Kleingartenbewegung. Vor dem Ersten Weltkrieg gab es in München lediglich drei Kleingartenanlagen mit rund 500 Kleingärten. Diese Zahl wuchs auf 120 Anlagen mit rund 10.000 Gärten an. Auch nach dem Ende des Kriegs betonte Freytag die Bedeutung von privaten Kleingärten insbesondere für Arbeitslose und Geringverdienende, die dadurch die Ernährung ihrer Familien verbessern konnten.
Zur besseren Organisation der Vielzahl neuer Kleingärten in den Münchner Stadtteilen gründete sich 1917 der Familien-Kriegsgärten-Verband München e. V. (heute Kleingartenverband München e. V.), in dem Freytag zum Vorsitzenden gewählt wurde und dieses Amt bis 1934 innehatte. Außerdem wurde er Vorsitzender des Landesverbands bayerischer Kleingärtner, des Deutschen Kleingärtnerverbands mit über 400.000 Mitgliedern sowie des Heimstättenvereins „Eigenhaus und Garten“, eine Genossenschaft. In einem Jahresbericht des Kleingartenverbandes bezeichnete sich Freytag einmal als „Kleingartenvater von München“. 1938 wurde er in einem Zeitungsartikel der „Kleingärtnervater“ von Bayern und vom ganzen Reich genannt. Seinen eigenen Kleingarten hatte Freytag in der 1915 als ersten entstandenen Kleingartenanlage NW 1.

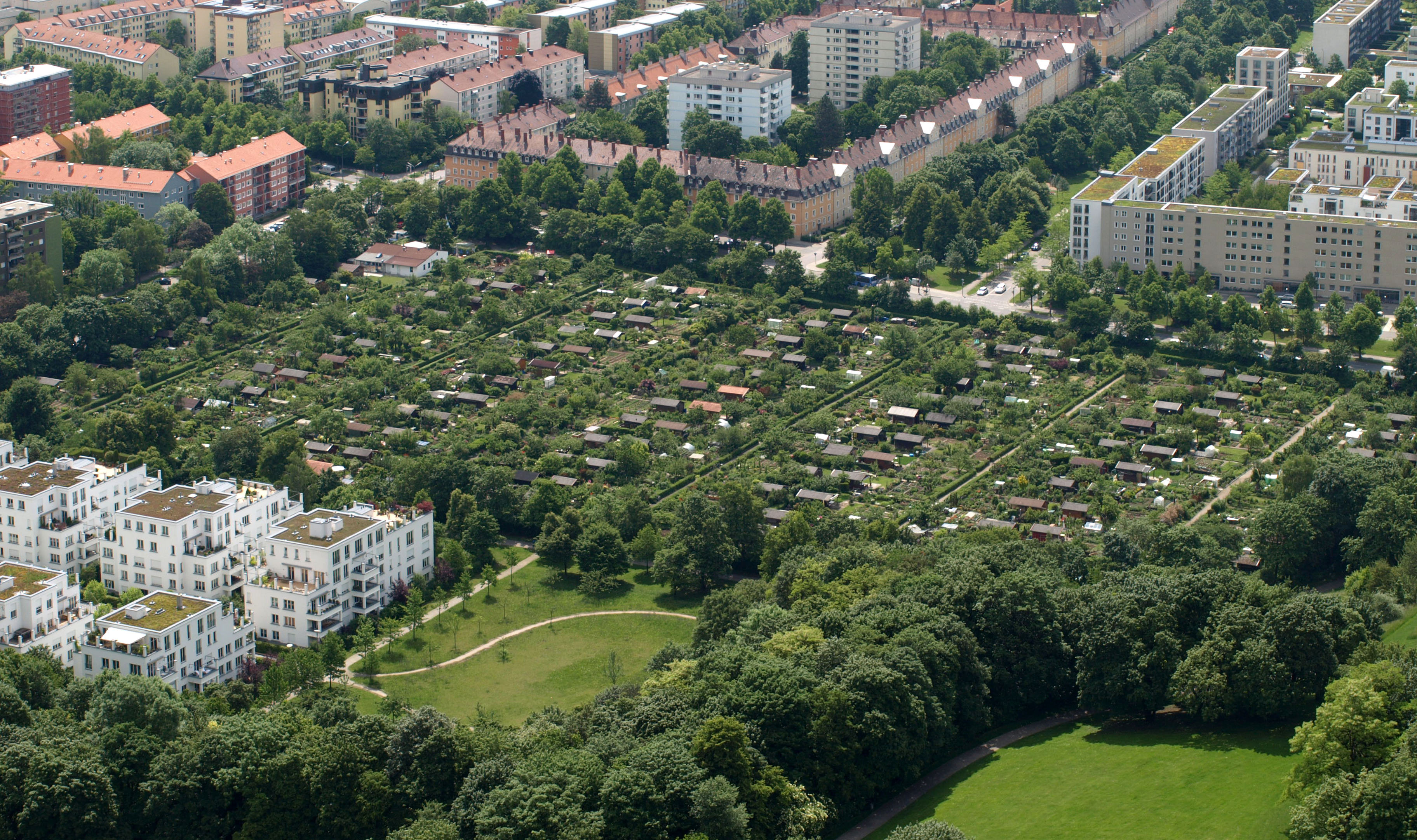
Luftbild einer Kleingartenanlage in München, 2014

Die Münchner Kleingärten wandelten allmählich ihren Charakter. Von Nutzflächen zur Verbesserung der Ernährung, vor allem in den „Hungerjahren“ 1915–1918, wurden sie immer mehr zu Orten der Erholung für die Großstadtbewohner. Um die Kleingärtnerei auch in den Dienst der Allgemeinheit zu stellen, organisierte Freytag im Herbst 1928 und 1929 einen „Blumentag“. Bei diesem fanden Festumzüge mit Musik, reichlichem Blumenschmuck, Kostümen, Wagen und Tanzdarbietungen statt. Münchner Krankenhäuser, Altersheime, Kliniken, Pflegeanstalten, Blinden- und Taubstummeninstitute sowie Waisenanstalten wurden besucht, um mit Blumensträußen ihren Insassen eine Freude zu bereiten.

#### Sonstiges
Freytag verbrachte in London, Paris und Venedig kurze Studienaufenthalte und beherrschte die Fremdsprachen Englisch, Französisch und Italienisch. Er galt auch als „tüchtiger Turner“. Er errang 1895 bei den Oktoberfestwettkämpfen im Wettlauf den ersten Preis unter 80 Rennläufern. Jedes Jahr hielt er sich von April bis Oktober täglich auf der öffentlichen Turnanstalt an der Maßmannstraße auf und war dort als Turnlehrer und Jungturn-Spielleiter tätig.

#### Briefentwürfe des Johann Elias Bach
Aus dem Nachlass seiner fränkischen Bach-Vorfahren besaß Freytag ein Konvolut von Briefentwürfen aus dem Zeitraum 1738–1743, das heute in der Bach-Forschung unter dem Namen „Briefentwürfe des Johann Elias Bach“ bekannt ist. Er übergab sie zur Auswertung an den damals in München lebenden Komponisten und Musikschriftsteller Karl Pottgießer. Die Briefe von Johann Sebastian Bachs Cousin sind wichtige Quellen zu J. S. Bachs Leben. Erste Auszüge aus den Briefentwürfen wurden 1913 veröffentlicht.

### Familie und Privatleben
Karl Freytag war dreimal verheiratet und hatte insgesamt sechs Töchter und drei Söhne. Er war auch ein begeisterter Familienforscher. Seine etwa 1901 begonnene Familienchronik, einschließlich der Lebensgeschichte seiner neun Kinder, umfasste am Ende 30 Bände mit 3.000 Seiten, die mit rund 1.000 Illustrationen von Freytags eigener Hand ausgeschmückt wurden.
Seine erste Frau Maria geb. Henne, die er 1891 geheiratet hatte, starb 1902. Seit 1910 lebte Freytag mit seiner Familie in einem Reihenhaus in der Klugstraße im Münchener Stadtviertel Gern. Seine zweite Frau Elisabeth geb. Henne (die jüngste Schwester seiner ersten Frau) starb 1914. Einer seiner Söhne, Walter, fiel 1917 im Ersten Weltkrieg. Ein weiterer Sohn, der wie sein Vater Karl hieß, wurde schwer verletzt und litt jahrelang an den Folgen, bis er an ihnen verstarb. Da Freytag viel seines Einkommens für wohltätige Zwecke aufwendete, litt seine eigene Familie überdies an Geldsorgen. Freytag bewahrte sich bis ins Alter Arbeitsfanatismus, körperliche und geistige Gesundheit und trotz vieler familiärer Sorgen auch seinen Humor. Freytags dritter und letzter Sohn Helmut fiel 1944 im Zweiten Weltkrieg an der Ostfront. Im März 1945 starb auch seine dritte Frau Auguste geb. Emhardt, kurz vor Freytags eigenem Lebensende.

### Politisches Engagement, Freytag als Nationalsozialist
Bis zum Aufkommen des Nationalsozialismus hatte Freytag seine politische Heimat beim Liberalen Verein Neuhausen-Nymphenburg, dessen Vorstand er auch angehörte. Zum 1. Mai 1933 trat der pensionierte 66-Jährige der NSDAP bei (Mitgliedsnummer 1.723.079). Der Reichsarbeitsminister Franz Seldte und das Amt für Agrarpolitik der NSDAP beauftragten ihn, den Reichsverband der Kleingartenvereine Deutschlands „gleichzuschalten“. Dies bedeutete die Einführung des „Führerprinzips“, die Implementierung antisemitischer Grundsätze und einen vollständigen oder partiellen Führungswechsel zugunsten von Anhängern des NS-Regimes. Freytag informierte als Hauptvorstand in einem Rundschreiben vom 6. Mai 1933 die Landes-, Provinzial- und Regierungsbezirksverbände darüber, dass der Reichsverband der Kleingartenvereine nur mit einer vorbehaltslosen Umsetzung der Gleichschaltung auf Fortbestand Anspruch erheben könne, und forderte sie dazu auf. Zum „Reichskleingärtnertag“ am 29. Juli 1933 in Nürnberg berichtete er, dass er 530.000 deutsche Kleingärtner in den Reichsbund der Kleingärtner und Kleinsiedler Deutschlands e. V. überführt habe. Freytag war noch bis 1934 Vorsitzender des Kleingartenverbandes München, der nun zu einer Stadtgruppe des Reichsbundes geworden war. Sein Kriegshilfe-Verein, der die Keimzelle der Münchner Kleingartenbewegung gewesen war, löste sich 1935 auf.
Freytag war ein fanatischer Anhänger des Nationalsozialismus. Er war Blockleiter in seiner NSDAP-Ortsgruppe Borstei, betätigte sich aktiv als Mitglied in der NS-Volkswohlfahrt, im NS-Lehrerbund, als Untergruppenführer im Reichsluftschutzbund, im Sängerbund und in der Reichskulturkammer. Auch in der NS-Zeit setzte er seine ehrenamtlichen Kunstführungen durch Galerien und Museen fort, die sich ständig steigender Teilnehmerzahlen erfreuten.
Als im Herbst 1944 der Deutsche Volkssturm ausgerufen wurde, in den alle waffenfähigen Männer im Alter von 16 bis 60 Jahren eingezogen wurden, die bisher nicht wehrpflichtig gewesen waren, meldete sich Karl Freytag dafür freiwillig, obwohl er bereits 78 Jahre alt war. Kurz darauf fiel sein Sohn Helmut. Münchens NS-Oberbürgermeister Karl Fiehler kondolierte Freytag und dieser bedankte sich schriftlich für sein Beileidsschreiben. Aus Freytags Antwortschreiben an Fiehler lässt sich ersehen, wie Freytag Ende 1944 trotz allem Leid, das die Welt, Deutschland und seine eigene Familie im Zweiten Weltkrieg erfahren hat, immer noch unerschütterlich dem Nationalsozialismus verbunden war:

„Das Schicksal hat mich hart angepackt: Nachdem ich bereits mein erstes Kind, meine erste und zweite Frau durch den Tod verloren habe, sind nun alle meine drei Söhne Opfer der beiden Weltkriege geworden und dazu ein Schwiegersohn. (...) In der Zeit der heftigen Luft-Alarme liegt meine dritte Frau seit 4. Nov. an schwerem Magengeschwür krank darnieder und harrt der notwendig gewordenen Operation. Aber ich trage das mir auferlegte Los als deutscher Mann und Parteigenosse in dem unerschütterlichen Glauben an den Endsieg unserer gerechten Sache. (...) Der tapfere Widerstand unseres deutschen Volkes an der Front und in der Heimat, die hocherfreulichen Erfolge unserer Helden namentlich im Westen bestärken mich in dem zuversichtlichen Glauben, dass alle gebrachten Opfer Bausteine für Großdeutschlands Leben, Freiheit und Zukunft sind. Dazu meinen bescheidenen Beitrag leisten zu dürfen, erachte ich als meine heilige Verpflichtung gegenüber unserem großen Führer und unserem teueren Vaterland. Möge das neue Jahr 1945 uns den heißersehnten glorreichen Frieden bringen! Heil Hitler! Karl Freytag.“

### Tod
1944 brachte Karl Freytag die Briefentwürfe des Johann Elias Bach vor den zunehmenden Luftangriffen auf München in Sicherheit. Am 16. April 1945 traf auf seiner Rückreise nach München eine Bombe seinen Reisezug. Er erlitt dabei schwere Verletzungen und erlag diesen am 21. April 1945 in einem Krankenhaus in Landshut.
Nach seinem Tod wurden zahlreiche seiner Gemälde auf Münchner Schulen verteilt. 1987 fand in der Winthirschule anlässlich ihres 75-jährigen Bestehens eine Ausstellung mit Bildern Karl Freytags statt.

## Ehrungen und deren Ende

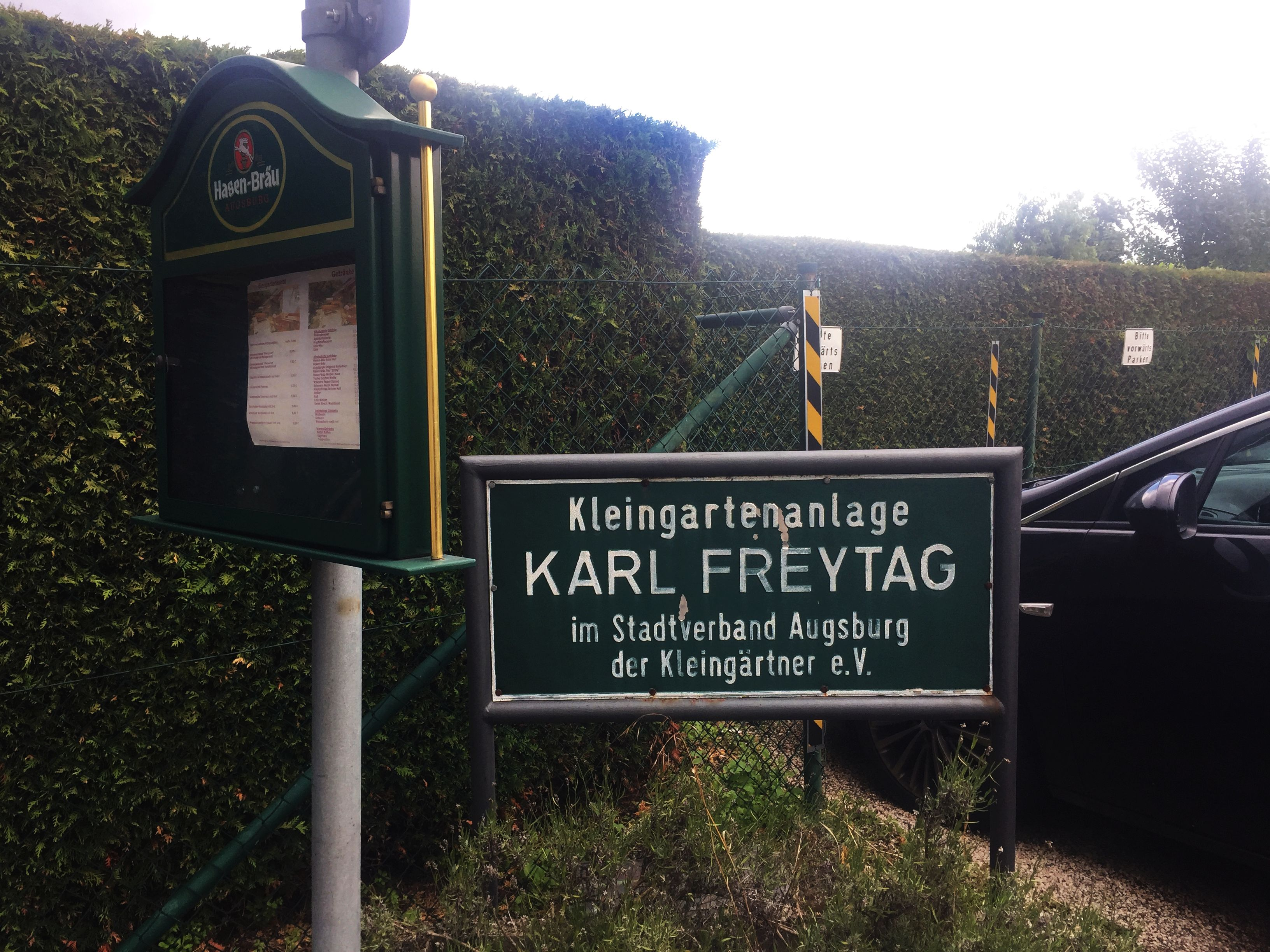
Schild an der Augsburger Kleingartenanlage „Karl Freytag“ vor ihrer Umbenennung (2021)

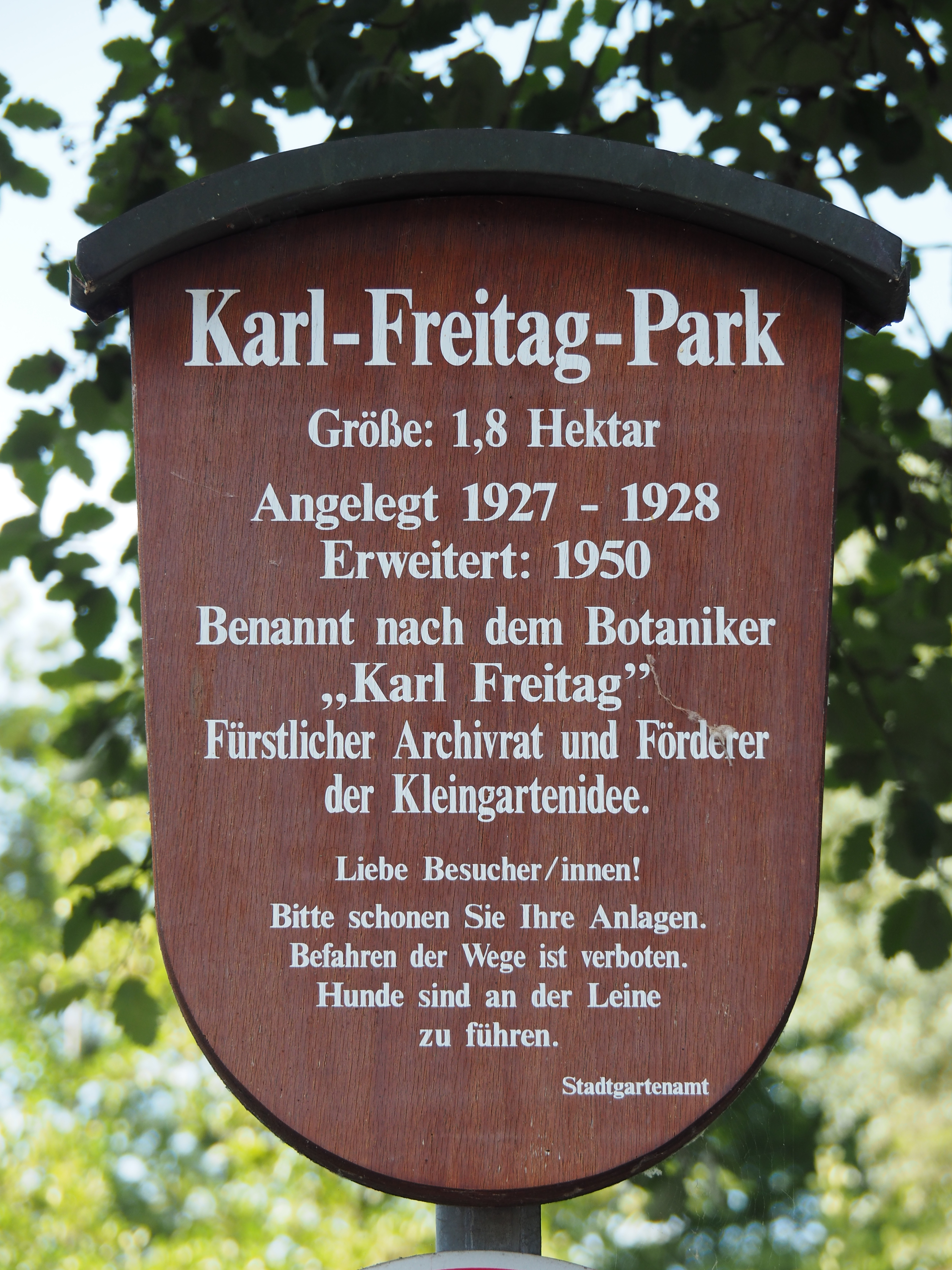
Inhaltlich fehlerhaftes Schild am Karl-Freitag-Park in Regensburg

Eine 1927 oder 1928 gegründete Kleingartenanlage in Augsburg-Hochfeld trug von 1934 bis 2022 den Namen „Karl Freytag“. 2022 wurde wegen der NS-Vergangenheit Freytags die Umbenennung der Anlage in „Kleingartenanlage am Alten Postweg“ beschlossen. Auch das in der Kleingartenanlage gelegene Restaurant „Karl-Freytag-Stuben“ wurde 2022 in „Postweg Stuben“ umbenannt.
1928 wurde auch in Regensburg-Kumpfmühl eine nach Karl Freytag benannte Dauerkleingartengruppe gegründet. 1952 wurde diese als „Karl-Freytag-Anlage“ der Öffentlichkeit zugänglich gemacht. Bis 2024 hieß die Anlage „Karl-Freitag-Park“ (sic!). Von wann die Fehlschreibung des Nachnamens mit i statt y datierte, ist unbekannt. Der 1,8 ha große, etwa 300 m lange und 60 m breite öffentliche Park ist heute beiderseits von der Kleingartenanlage „Land in Sonne“ gesäumt. Ein Schild am Parkeingang gab fälschlich an, der Park sei nach einem Botaniker des Namens Karl Freitag benannt, der ein fürstlicher Archivrat gewesen sei. Dem Fehler liegt vermutlich eine Verwechslung mit Rudolf Freytag zugrunde. 2021 forderte die Frauen-Union eine Umbenennung des Parks wegen der NS-Vergangenheit Karl Freytags, nach dem der Park tatsächlich benannt ist. Seit dem 21. November 2024 trägt er den Namen Charlotte-Brandis-Park.
Auch die  Kleingartensiedlung „Karl-Freytag-Land“ im Münchener Stadtteil Bogenhausen war nach ihrem Gründer Karl Freytag benannt. Sie wurde auch „Wotansgarten“ genannt, nach dem „Wotans- oder Odinshain“ an der Odinstraße, den eine 1874 von Heinrich Natter geschaffenen Kolossalstatue des Göttervaters Wotan (Odin) schmückt. Diese Kleingartensiedlung wurde 1975 mit dem Bau des Klinikums Bogenhausen aufgegeben.
1932 wurde bei der Eingemeindung von Freimann wegen Freytags Verdiensten um den Kleingartenanlagenbau in München die vormalige Simmerlstraße in Karl-Freytag-Straße umbenannt. Sie wurde 1947 im Zuge der Entnazifizierung erneut umbenannt, und zwar in Hermann-Vogel-Straße.
Der Münchner Stadtrat stimmte am 30. August 1945 einem Antrag des Bayerischen Volksbildungsverbandes zu, die Winthirschule in „Karl-Freytag-Schule am Winthirplatz“ umzubenennen. Die Umbenennung erfolgte formal am 5. September 1945, sie wurde jedoch wenige Tage später vom Münchener Oberbürgermeister Karl Scharnagl widerrufen, nachdem das oben auszugsweise zitierte Schreiben in Freytags Unterlagen gefunden worden war und sich damit herausgestellt hatte, „daß der verstorbene Herr Karl Freytag nicht nur der NSDAP angehörte, sondern auch in einer mehr als formalen Weise seine Mitgliedschaft bekundete“.

## Veröffentlichungen
- Kleingarten und Poesie. Sammlg von Gedichten, Spielen u. Reigen, Theaterstücken, Handpuppenspielen ... Im Auftr. d. Reichsverb. d. Kleingartenvereine Deutschlands, 1930.
- Das Kleingarten- und Siedlungswesen im Rahmen der Erwerbslosenfürsorge. Denkschrift des Landesverbandes bayer. Kleingärtner e. V., 1931